# Lenochodovití tříprstí
Bradypus je jeden ze dvou rodů se stejným českým pojmenováním lenochod, je jediný rod z monotypické čeledě lenochodovití tříprstí. Druhý rod s českým jménem lenochod má rodové jméno Choloepus a patří do čeledě lenochodovití dvouprstí.
Rod Bradypus je tvořen čtyřmi druhy jejichž příslušníci jsou známi svými pomalými pohyby a dlouhou dobou spánku při kterém bývají často zavěšeni pod větví hlavou a zády dolů.

## Rozšíření
Tento rod žije výhradně ve Střední a v severní polovině Jižní Ameriky. Je rozšířen v státech Mexiko, Honduras, Salvador, Nikaragua, Kostarika, Panama, Kolumbie, Venezuela, Guayana, Surinam, Francouzská Guayana, Brazílie, Ekvádor, Peru, Bolívie, Paraguay a na severu Argentiny.
Vyskytují se převážně v hustých lesích a to jak ve vlhkých deštných lesích kde je dostatek potravy po celý rok, tak i částečně v suchých lesích kde stromy po určitou dobu listy ztrácejí.

## Popis
Tito savci pokrytí dlouhou a huňatou srstí váží 3 až 5 kg a měří okolo 50 cm, pohyblivý ocas mají silný ale nedosahuje ani 10 cm. Chlupy jim vyrůstají zpod břicha směrem k hřbetu, takže pokud visí za drápy pod větví dešťová voda po srstí lehce stéká a tělo nesmáčí. Barva srstí je obvykle šedohnědá, někteří samci mívají hřívu a na zádech žluté skvrny, srst mívá obvykle nazelenalý nádech způsobený drobnými řasami rodu Trichophilus které v drsné srsti žijí.
Přední končetiny jsou až dvojnásobně delší než zadní, na každé mají tři srostlé prsty zakončené silnými zahnutými drápy až 10 cm dlouhými. Na jejich mírně dorzoventrálně zploštělé tělo je přes dlouhý krk nasazena krátká, zakulacená lebka. Mají 18 až 20 zubů, řezáky a špičáky jim ale chybí, zuby po opotřebení postupně dorůstají. Krk je tvořen osmi nebo devíti obratly (víc než ostatní savci) a proto mohou hlavu otáčet o více než 180° a pozorovat, co se děje za nimi. Zrak je u nich slabě vyvinut. Mají nízkou tělesnou teplotu 30 až 34 °C, která jim s chladem ještě klesá a často se při spánku vystavují slunečnímu svitu.
Nejsou to vyhraněná denní nebo noční zvířata, spí denně 18 až 20 hodin. Ve stromoví se pohybují velmi pomalu, za den ulezou nejvíce 40 m; tento pomalý pohyb je chrání před létajícími dravci kteří z výše sledují hlavně pohyb. Při lezení se nejčastěji zavěšují, visíce zády dolů, svými zakřivenými drápy za větve. V této poloze, nebo v sedě v rozsoše stromu, obvykle i spí. Po zemi, na kterou sestupují za jeden až dva týdny se vyprazdnit, se spíše vlečou než chodí, při pádu do vody však dokážou plavat.

## Stravování
Jsou to býložravci s málo energeticky vydatnou stravou, jejich jídelníček je tvořen téměř výhradně listy a bylinnými výhonky které si hledají pomoci hmatu a čichu. Také si slízávají řasy z kožichu. V 3dílném žaludku mají specializované bakterie, které napomáhají stravu s celulózou fermentovat a následně strávit.

## Rozmnožování
Lenochodovití tříprstí jsou, vyjma krátkého období páření, samotářská zvířata, krátce po spáření polygamní samec samici opouští; pářit se mohou v průběhu celého roku. Přibližně po pěti až šesti měsících březosti vrhne samice jedno mládě které s ní zůstává zhruba jeden rok. Po narození bývá potomek zavěšen na jejím břichu a je kojen ze dvou prsních žláz na hrudi, později ho matka zaučuje do sběru potravy. Rodí se bez žaludečních bakterií štěpících potravu a získává je od matky teprve v průběhu dospívání.

## Ohrožení
Na svých stromech jsou ohrožení hlavně šplhajícími dravci (jaguár a ocelot), velkými plazy (anakonda) nebo dravými ptáky (harpyje). Proti nim se dokážou, někdy i úspěšně, bránit sekáním dlouhými drápy. Nověji na ně číhá v některých oblastech nebezpečí spočívající v tom, že nemají kam ustoupit při rychlé likvidaci jejich přirozených biotopů, při velkoobjemové likvidaci lesů.